# آرنولد لوهار
آرنولد لوهار (انگلیسی: Arnold Luhaäär) (زاده ۲۰ اکتبر ۱۹۰۵ - درگذشته ۲۹ ژانویه ۱۹۶۵) وزنه‌بردار اهل کشور استونی بود.
وی توانسته است مدال نقره وزن ۸۲٫۵+ کیلوگرم وزنه‌برداری بازی‌های المپیک تابستانی ۱۹۲۸ و مدال برنز بازی‌های المپیک تابستانی ۱۹۳۶ را کسب کند.